# Dugurdspiggen
Der Dugurdspiggen (aus dem Norwegischen sinngemäß übersetzt Brunchspitze) ist ein isolierter Berg im ostantarktischen Königin-Maud-Land. Er ragt 6 km nördlich des Borg-Massivs auf.
Norwegische Kartografen, die ihn auch benannten, nahmen anhand von Luftaufnahmen und Vermessungen der Norwegisch-Britisch-Schwedischen Antarktisexpedition (1949–1952) eine Kartierung vor.